# Sibircewo
Sibircewo – osiedle typu miejskiego w Rosji, w Kraju Nadmorskim. W 2010 roku liczyło 8735 mieszkańców.